# Émile Gaston Chassinat

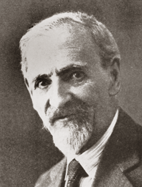
Émile Chassinat (1868-1948).

Émile Gaston Chassinat (París, 5 de mayo de 1868- Saint-Germain-en-Laye, 26 de mayo de 1948) fue un egiptólogo francés.
Formado por Gaston Maspero y Eugène Revillout, trabajó en el departamento de antigüedades egipcias del Museo del Louvre, y en 1895 ingresó en el Instituto Francés de Arqueología Oriental de El Cairo. En 1898 sustituyó a Urbain Bouriant como director del mismo, cargo que conservaría durante trece años (1898-1912). Chassinat acquirió dos de las Tabletas de El Amarna en 1903.
Trabajó en la documentación gráfica del Templo de Edfú bajo la dirección de Maxence de Chalvet, que se publicó entre 1897 y 1918, tras la muerte de Chalvet.

## Publicaciones
- Con H. Gauthier y H. Pieron,  Fouilles de Qattah, MIFAO, El Cairo, 1906.
- Catalogue des signes hiéroglyphiques de l'imprimerie de l'Institut français du Caire, IFAO, El Cairo, 1907-1912-1915-1930.
- COn C. Palanque, Une campagne de fouilles dans la nécropole d'Assiout, n°24, MIFAO, EL Cairo, 1911.
- Supplément au catalogue des signes hiéroglyphiques de l'imprimerie de l'Institut français du Caire, IFAO, El Cairo, 1912.
- Le papyrus médical copte, n°32, MIFAO, El Cairo, 1921.
- Le temple d'Edfou, , fasc. 2, Mémoire, IFAO, El Cairo, 1960.
- Con F. Daumas, Le temple de Dendara, , IFAO, El Cairo, 1965.
- Con F. Daumas, Le temple de Dendara, 2 fasc., IFAO, El Cairo, 1972.
- Con F. Daumas, Le temple de Dendara, 2 fasc., IFAO, El Cairo, 1978.
- Con M. de Rochemonteix, Le temple d'Edfou, fasc. 1, mémoires publiés par les membres de la mission archéologique française du Caire, IFAO, El Cairo, 1984.
- Con M. de Rochemonteix, Le temple d'Edfou, fasc. 2, mémoires publiés par les membres de la mission archéologique française du Caire, IFAO, El Cairo, 1984.
- Con M. de Rochemonteix, Le temple d'Edfou, fasc. 3, mémoires publiés par les membres de la mission archéologique française du Caire, IFAO, El Cairo, 1987.
- Con M. de Rochemonteix, Le temple d'Edfou, fasc. 4, mémoires publiés par les membres de la mission archéologique française du Caire, IFAO, El Cairo, 1987.
- Le Temple de Dendara, 2 fasc., PIFAO, IFAO, El Cairo, 1987.
- Le temple d'Edfou, fasc. 1, MIFAO, El Cairo, 1987.
- Le temple d'Edfou, fasc. 2, Mémoire, IFAO, El Cairo, 1990.